# Jack Warga
Jack Warga   (Varsòvia, 20 de setembre de 1922 - Boynton Beach, 26 de juny de 2011) va ser un matemàtic estatunidenc, nascut a Polònia.
Warga va néixer a Varsòvia, fill d'un pelleter jueu. Després de patir una agressió racista antisemita, el seu pare va decidir que ja n'havia prou i el 1938 el va enviar a estudiar a Brussel·les on tenia família. Quan va acabar els estudis secundaris, va ingressar a l'École Polytechnique de Bruxelles, on no va poder acabar ni el primer curs perquè el 1940 els nazis van envair Bélgica. El jove Warga, va escapar de bélgica via París i Vichy, però com que França tampoc semblava un lloc gaire segur per a un jueu, va continuar la seva escapada per Espanya i Cuba, fins que va arribar a Nova York el 1943. La major part de la seva família va morir a l'holocaust.
Des que va arribar als Estats Units va servir a l'Exèrcit dels Estats Units d'Amèrica com oficial, fins que va acabar la guerra el 1945, quan va continuar els seus estudis a la universitat de Nova York. El 1950 va obtenir el doctorat amb una tesi de teoria de nombres dirigida per Harold N. Shapiro. Els anys següents va treballar con matemàtic a diferents organitzacions de recerca naval, fins que el 1957 es va convertir en el matemàtic en cap de la divisió de recerca i desenvolupament de l'empresa aero-espacial AVCO a Wilmington (Massachusetts), càrrec que va mantenir fins al 1966 quan va ser nomenat professor de la universitat Northeastern a Boston. Warga es va retirar el 1993.
Els treballs de recerca de Warga van ser en el camp de les matemàtiques aplicades. Més concretament, les seves aportacions van ser pioneres en teoria de control i optimització, en la qual va introduir el concepte de control relaxat. El seu llibre Optimal Control of Differential and Functional Equations (1972) va ser durant molts anys el text estàndard en la matèria.